# Campiglossa saltoria
Campiglossa saltoria är en tvåvingeart som först beskrevs av Munro 1951.  Campiglossa saltoria ingår i släktet Campiglossa och familjen borrflugor. Inga underarter finns listade.